# Belägringen av Dorpat

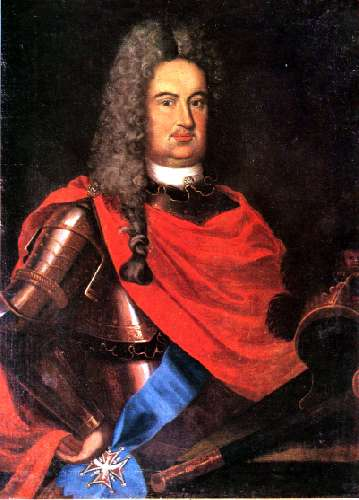
Boris Petrovitj Sjeremetev ledde först belägringen av Dorpat. Kommandot övertogs senare av tsar Peter den store.

Belägringen av Dorpat och intagningen av staden genomfördes av ryska styrkor under Boris Sjeremetevs kommando (23 000 man) i juni–juli 1704. Staden försvarades av en 5 000 man stark svensk garnison under överste Carl Gustaf Skyttes ledning.

## Belägringen
På kvällen den 4 juni 1704 dök fältmarskalk Sjeremetevs förtrupper upp framför Dorpat, som var svagt befäst. Uppförandet av jordvallarna hade ännu inte slutförts. Fästningens beväpning bestod av 84 kanoner, 18 mörsare, sex haubitsar samt 16 mindre kanoner. Garnisonen bestod av 5 000 soldater under överste Skyttes befäl.
Den 8 juni anlände de ryska huvudstyrkorna tillsammans med Sjeremetev. Belägringen genomfördes av fem dragonregementen med en total styrka på 4 975 man samt sex infanteriregementen med sammanlagt 5 702 man. De förde med sig 55 kanoner och 159 artillerisoldater. Totalt uppgick den ryska styrkan i trakten av Dorpat till över 21 000 man.
Beskjutningen av fästningen inleddes den 10 juni. De ryska batterierna var förlagda på floden Emajõgis (ryska: Amovzji) båda stränder. Den 3 juli (2 juli enligt andra uppgifter) kom Peter den store plötsligt till belägringsarmén och övertog i praktiken kommandot. Den 6 och 7 juli besköt ryssarna den "Ryska porten" från 24 kanoner och 11 mörsare, och totalförstörde tornet ovanför den.

## Stormningen
Stormningen av fästningen inleddes natten mellan 12 och 13 juli efter en massiv förberedande artilleribeskjutning - "eldfesten", som Peter den store uttryckte det. Genom hålet som hade åstadkommits i muren strömmade ryskt infanteri in och intog de viktigaste befästningarna. Trots det hopplösa läget försvarade sig de svenska krigarna desperat. De lade ner sina vapen först efter en tio timmar lång strid.
Som ett hederstecken inför garnisonens mod tillät Peter den store de svenska soldaterna att fritt lämna fästningen. De försågs med en månads ranson samt vagnar för att transportera ut sin egendom. Officerarna fick sina värjor åter. Delar av kapitulationsvillkoren blev dock brutna av ryssarna. Säkerhetsvakten för delar av de uttågande svenska trupperna utförde sitt uppdrag så att den "vårt arma folk ganska gruveligen plundrade och dels totaliter ruinerade och till bara skjortan avklädde".

## Följder
Under stormningen förlorade ryssarna 700 man, svenskarna förlorade omkring 2 000 soldater. Detta var ganska dyrköpt för svenskarna som under ett långt krig vunnit stora segrar mot en mycket större rysk armé. Tsaren firade återbördandet av "förfädernas stad" (på Dorpats plats fanns tidigare en slavisk stad som hette Jurjev) med trefaldig kanonad och lämnade Dorpat för att fortsätta vidare till belägringen av Narva.